# Une douce vengeance
A Suitable Vengeance

Localisation des Cornouailles.

Une douce vengeance  (titre original : A Suitable Vengeance) est un roman policier d'Elizabeth George, initialement paru en 1991 puis publié en France aux Presses de la Cité en 1993.
Bien que publié en 1991, le roman est le premier, dans la chronologie de fiction, de la série Inspecteur Lynley qui compte 21 romans en 2023.
Le roman évoque un week-end prolongé que passe l'inspecteur Thomas Lynley dans la propriété familiale en Cornouailles. Alors qu'il présente sa fiancée Deborah à sa famille, le jeune directeur du journal local est retrouvé mort et émasculé post-mortem. Peu de temps après, le fiancé de Sidney (sœur de Simon Saint James) tombe d'une falaise. On ignore s'il s'agit d'un meurtre, d'un accident ou d'un suicide. Puis la mort par empoisonnement de la petite amie de Peter, frère de Lynley, et la mort par balle du compagnon de la mère de Lynley endeuillent la famille. Thomas Lynley et Simon Saint James enquêtent pour trouver les raisons de toutes ces morts et leur(s) responsable(s), sur fond de rivalités amoureuses, de vengeance sexuelle, de recherche d'un scoop journalistique et de trafic d'héroïne et cocaïne.
Le sergent Barbara Havers, qui fera équipe avec Lynley dans les récits ultérieurs, fait une brève apparition lors de l’enquête de Scotland Yard mais n'est pas un personnage principal du roman.

## Principaux personnages

### Enquêteurs et alliés
- Thomas (« Tommy ») Lynley : 34 ans, inspecteur à Scotland Yard
- Simon Saint James : 31 ans, médecin légiste à Scotland Yard
- Deborah (« Deb ») Cotter : 20 ans, fiancée de Thomas Lynley et fille de Joseph Cotter
- Joseph Cotter : père de Deborah ; majordome de Simon Saint James
- Helen Clyde : amie de Thomas Lynley et de Simon Saint James
- Edward Boscowan : inspecteur à la brigade criminelle du comté
- Parker : constable à Howenstow
- Barbara Havers : sergent à Scotland Yard

### Témoins, suspects et victimes
- Sidney Saint James : sœur de Simon Saint James
- Justin Brooke : petit ami et compagnon de Sydney Saint James
- Peter Lynley : frère de Thomas Lynley
- Sacha Nifford : petite amie et compagne de Peter Lynley
- Mick Cambrey : directeur du journal local
- Nancy Cambrey : épouse de Mick Cambrey ; fille de John Penellin
- Harry Cambrey : ancien directeur du journal local ; père de Mick Cambrey
- Lady Asherton (« Daze ») : mère de Thomas Lynley et de Peter Lynley
- Roderick Trenarrow : médecin, compagnon de lady Asherton
- John Penellin : intendant de la propriété des Lynley ; père de Mark Penellin et de Nancy Cambrey
- Mark Penellin : fils de John Penellin
- Révérend Sweenie : pasteur de Howenstow
- Julianna Vendale : journaliste ; collègue de Mick Cambrey
- Tina Cogin : voisine de Deborah Cotter

## Trame principale (l'enquête criminelle)

### Mise en place de l'intrigue
L'inspecteur Thomas Lynley et sa fiancée Deborah Cotter décident de se rendre lors d'un week-end prolongé dans la propriété familiale des Lynley-Asherton à Howenstow (village fictif) en Cornouailles, dans le but de présenter Deborah à la mère de Thomas. Deborah, récemment revenue des États-Unis, est âgée de 20 ans et son père est majordome auprès de Simon Saint James, le meilleur ami de Thomas.
Le vendredi matin, Thomas, Deborah et Simon se rendent donc en Cornouailles, accompagnés d'Helen Clyde (amie des deux hommes), de M. Cotter (père de Deborah), de Sidney (sœur de Simon) et de Justin Brooke (petit ami et compagnon de Sidney).
Arrivés à destination, ils découvrent que Peter, le frère de Thomas, est lui aussi venu dans la propriété, accompagné de sa petite amie Sacha Nifford. Thomas présente Déborah à sa mère et à son frère. C'est l'occasion pour lui de s'entretenir en tête-à-tête avec chacun d'eux : le passé refait surface et les rancœurs accumulées s'expriment. Thomas rencontre Roderick Trenarrow, le compagnon de sa mère, qu'il n'avait plus vu depuis longtemps. Thoman reproche à sa mère d'avoir eu une relation sentimentale avec Trenarrow alors que son père mourrait peu à peu du cancer, et reproche à son frère sa paresse, son oisiveté, sa consommation de drogues et l'arrêt inopiné de ses études universitaires.

### Premier mort
Le vendredi soir, vers 23 h 30, à Nanrunnel (village fictif)), Nancy Cambrey rencontre chez elle après avoir travaillé dans le pub local L'Ancre et la Rose. Elle y découvre Mick Cambrey, son époux et directeur du journal local, le Spokesman, baignant dans une mare de sang. Elle appelle les secours. Thomas et Simon, qui se trouvaient non loin de là, sont les premiers à intervenir. Ils constatent que l'homme a été émasculé et que son bureau a été abondamment fouillé par l'agresseur.
La police intervient assez rapidement et l'enquête débute en pleine nuit.
Les soupçons se portent sur John Penellin, intendant de la propriété des Lynley et père de Nancy Cambrey : l'homme n’a pas d'alibi solide et était en conflit avec Mick Cambrey. Les soupçons se portent aussi sur Mark, le frère de Nancy. Les deux hommes sont placés en garde à vue.
L’enquête se poursuit toute la journée du samedi. Deux pistes sont suivies par les enquêteurs : la première est la piste de la vengeance, dans la mesure où la victime trompait abondamment son épouse et avait de nombreuses relations sexuelles en dehors du couple (l'émasculation s'inscrivant dans une vengeance d'ordre sexuel) ; la seconde est la piste de l’activité professionnelle du journaliste, qui apparemment enquêtait sur une « affaire extraordinaire » qui aurait pu lui donner fortune et notoriété (l'émasculation s'inscrivant dans une mise en scène pour faire croire à un vengeance).
Le samedi en fin d'après-midi, la mallette en fer de Deborah contenant l’ensemble de ses appareils photo, filtres et objectifs est volée dans sa chambre. On ignore qui a commis le vol et dans quel but.

### Deuxième mort
Le dimanche au petit matin, le petit ami de Sidney, Justin Brooke, est retrouvé mort dans la propriété familiale. Probablement le samedi dans la soirée, il a chuté d'une falaise ; son cadavre est retrouvé 30 mètres plus bas sur la plage. L'homme n'a pas été empoisonné et son corps ne comporte aucune blessure.
Les enquêteurs se perdent en conjectures : meurtre, accident ou suicide ?

### Troisième mort
Le dimanche, Thomas et Simon retournent à Londres. Ils y découvrent que Mick Cambrey y avait une double-vie secrète. Notamment on découvre que « Tina Cogin », la voisine de Deborah Cotter, n'était autre que Mick Cambrey, qui se travestissait en femme ! En outre, il était impliqué dans un trafic d'acquisition, de détention et de vente de produits stupéfiants. L'affaire se complique ainsi avec une troisième piste : en réalité l'homme n'aurait pas été tué en raison de sa vie sexuelle débridée ou de ses activités journalistiques, mais plutôt en raison d'un règlement de comptes lié au trafic d'héroïne. Le meurtrier pourrait-il être le fournisseur, ou alors l'un(e) des client(e)s ?
Mais une autre information perturbe leur enquête : Sacha, la petite amie de Peter Lynley (le frère de Thomas), vient de mourir subitement après avoir absorbé des substances délétères. L'enquête révèle qu'elle croyait consommer de l'héroïne contenue dans un petit coffret en argent, alors qu'en réalité la substance était un médicament couplé avec un produit chimique très puissant. Le petit coffret en argent appartient à Sidney : celle-ci est-elle impliquée, ou le coffret lui a-t-il été volé, et par qui ?
L'enquête se complique encore plus quand Thomas et Simon soupçonnent Peter d'être lié au trafic organisé par Mick Cambrey, en lien avec Justin Brooke. Peter pourrait-il avoir tué Mick et Justin dans le cadre d'un règlement de comptes ?
En tout cas, John et Mark Penellin, qui étaient placés en garde à vue durant les deux derniers jours, ne peuvent pas avoir tué Justin et Sacha. A-t-on alors affaire à deux tueurs, d'une part John ou Mark Penellin, et d'autre part Peter Lynley ?

### Quatrième mort, dénouement et révélations finales
L'enquête se termine le lundi.
Simon et Mark découvrent que Justin Brooke faisait sortir des médicaments expérimentaux de l'usine pharmaceutique dans laquelle il travaillait.
Justin était en lien avec le docteur Roderick Trenarrow, compagnon de la mère de Thomas Lyney. Trenarrow trouvait des personnes atteintes d'un certain type de cancer et revendait dans le secret le médicament en cours de test ; il soignait les patients dans une clinique qu'il dirigeait. Parallèlement les deux hommes étaient en lien avec Mick Cambrey (fournisseur d'héroïne et de cocaïne) et Peter Lynley (transporteur).
Pour gagner plus d'argent, Mick Cambrey avait proposé au docteur Trenarrow d'augmenter significativement le prix de vente des médicaments auprès des malades. Trenarrow avait fermement refusé et une bagarre avait éclaté, à la suite de laquelle Mick était tombé à la renverse, se blessant mortellement au crâne. Voyant que Mick était mort, Trenarrow l'avait émasculé afin de faire croire à une vengeance d'ordre sexuel et avait bouleversé le bureau pour faire croire à une recherche de documents.
Il avait tenté de rencontrer Justin Brooke le lendemain soir et c'était lui qui l’avait poussé de la falaise.
L'affaire du vol des appareils photo de Deborah est résolue : il s'agissait de faire disparaître les clichés qui avaient été pris par Simon lors de la découverte du cadavre de Mick.
C'est encore Trenarrow qui avait volé le petit coffret en argent de Sidney. Il s'agissait de « liquider » Peter avec de la fausse héroïne afin d'empêcher ce témoin gênant de parler.
Face à Thomas et à Simon, Trenarrow avoue ses crimes. Il s'empare d'un pistolet et se tire une balle dans la tête, se tuant sur le coup.

## Trame secondaire: vie privée et amoureuse des principaux personnages
Le roman évoque aussi la vie amoureuse passée et présente des quatre principaux protagonistes.
Quelques années auparavant, Simon Saint James avait été grièvement blessé à une jambe lors d'un accident automobile. La voiture était conduite par Thomas Lynley qui en avait perdu le contrôle.
Trois ans avant le récit, Deborah, alors âgée de 17 ans, avait quitté le Royaume-Uni et s'était rendue aux États-Unis pour étudier les techniques photographiques. Son meilleur ami était Simon Saint James. Or lors de son séjour aux États-Unis, ce dernier ne lui a jamais écrit ni téléphoné, à l'inverse de Thomas Lynley qui a maintenu une correspondance régulière avec elle. De retour en Angleterre, Deborah s'est mise à fréquenter Thomas Lynley. Leur relation semblant profonde, heureuse et stable, ils ont décidé que Thomas présenterait Deborah à la mère de ce dernier. En compagnie de Simon Saint James, d'Helen Clyde, de M. Cotter (père de Déborah), ils se rendent donc dans la propriété des Asherton en Cornouailles.
Au fil du roman, les non-dits entre Deborah et Simon vont être résolus. Simon lui avoue qu'il l'a toujours aimée mais qu'il considérait une relation sentimentale entre elle et lui comme radicalement impossible. Deborah se rend compte qu'elle a toujours aimé Simon et que sa relation avec Lynley tenait plus du dépit amoureux que d'un véritable amour.
À la fin du roman, Lynley, ayant parfaitement compris la teneur des relations entre Deborah et Simon, prend la décision de rompre les fiançailles et d'expliquer à ses deux amis pourquoi cette décision est bien fondée. Simon et Deborah acceptent cette décision et décident d'entamer une relation sentimentale.
Dans les dernières pages du roman, Helen Clyde révèle à Thomas Lynley qu'elle a toujours éprouvé de l'amour pour lui, et Thomas lui répond que dans sa vie, il n’a jamais aimé que deux femmes : Deborah et elle.